# Batujaya (Batujaya)
Batujaya is een bestuurslaag in het regentschap Karawang van de provincie West-Java, Indonesië. Batujaya telt 10.594 inwoners (volkstelling 2010).